# 12565 Khege
12565 Khege este un asteroid din centura principală de asteroizi.

## Descriere
12565 Khege este un asteroid din centura principală de asteroizi. A fost descoperit pe 16 septembrie 1998 la Stația Anderson Mesa în cadrul programului LONEOS. El prezintă o orbită caracterizată de o semiaxă mare de 3,19 ua, o excentricitate de 0,09 și o înclinație de 6,3° în raport cu ecliptica.